# Gabriele Pin
Pour les articles homonymes, voir Pin.
Gabriele Pin (né le 21 janvier 1962 à Lecco dans la province du même nom en Italie) est un ancien joueur et désormais entraîneur de football italien.
Il a gagné tous ses titres en tant que joueur avec les clubs de la Juventus de Turin et du Parme AC.
Depuis 1999, il est assistant d'entraîneurs. En 2010, il devient l'assistant de Cesare Prandelli en tant que sélectionneur de l'équipe d'Italie.

## Palmarès

### Compétitions nationales
- Championnat d'Italie : 2

Juventus : 1980-1981 et 1985-1986.
- Serie C1 : 1

Parme : 1983-1984.

### Compétitions internationales
- Coupe intercontinentale : 1

Juventus : 1985.
- Coupe d'Europe des vainqueurs de coupe : 1

Parme : 1992-1993.
- Supercoupe de l'UEFA : 1

Parme : 1993.
- Coupe UEFA : 1

Parme : 1994-1995.